# اورول، کمبریج‌شر
اورول (به انگلیسی: Orwell) یک روستا و محله مدنی در بریتانیا است که در کمبریج‌شر جنوبی واقع شده‌است. اورول ۱٬۰۸۰ نفر جمعیت دارد.